# Санаторная (Московская железная дорога)
Санато́рная — остановочный пункт Белорусского направления МЖД на границе Одинцовского и Рузского районов Московской области.
Состоит из двух платформ, соединённых только настилом через пути. Платформы разнесены относительно друг друга, платформа в сторону Москвы расположена восточнее платформы в сторону Можайска. Не оборудована турникетами. Пассажирский павильон располагается к югу от путей, напротив платформы в сторону Можайска. Касса не работает, с марта 2022 года обе платформы оборудованы терминалами предварительного оформления проездных документов. 
Близ платформы — дачные посёлки, частью расположенные в отработанных песчаных карьерах (на юго-востоке). С севера к станции примыкает деревня Григорово, с запада расположен посёлок Тучково.
Время движения от Белорусского вокзала — около 1 часа 20 минут.